# 喀布尔国际机场
喀布爾國際機場，是距離阿富汗喀布爾市區5（3.1英里）的國際機場。該機場是阿富汗最主要的國際機場之一，也是全國最大的軍事基地之一。2014年10月至2021年間，該機場曾以前總統哈米德·卡爾扎伊的名字命名。
機場在過去十年間經過擴建和現代化改造，建成了一座新的國際航站楼（有免費Wi-Fi服務），原有航站楼則用於國內航班。機場周邊也建有許多軍事設施，由美军和北約的駐阿富汗國際維和部隊（ISAF）使用。阿富汗軍隊在機場也設有基地。客運航站楼內部的安全由阿富汗國家警察負責。
截至2015年3月，該機場最常執行的是前往迪拜国际机场的航線，不下五家航空公司均經營該航線，有的每天不止一班。

## 歷史和建設
喀布爾機場初建於1960年代早期，由苏联工程師建造。當時，阿富汗處於現代化過程中，正在縮小與世界各國的差距。來自北美、欧洲、印度、苏联等地的遊客紛紛從該機場入境涌向阿富汗各地。這一景象在1978年四月革命之後，尤其是1979年蘇聯入侵阿富汗之後就結束了。
1979至1989年的戰爭期間，機場由蘇軍控制。此後直到1992年則由阿富汗民主共和国總統穆罕默德·纳吉布拉掌管的軍隊控制。此後數年間，機場落入聖戰者手中，又被穆罕默德·奥马尔領導的塔利班政權阿富汗伊斯蘭酋長國接手，直到2001年底，塔利班在美國介入的持久自由军事行动下逃離喀布爾市。

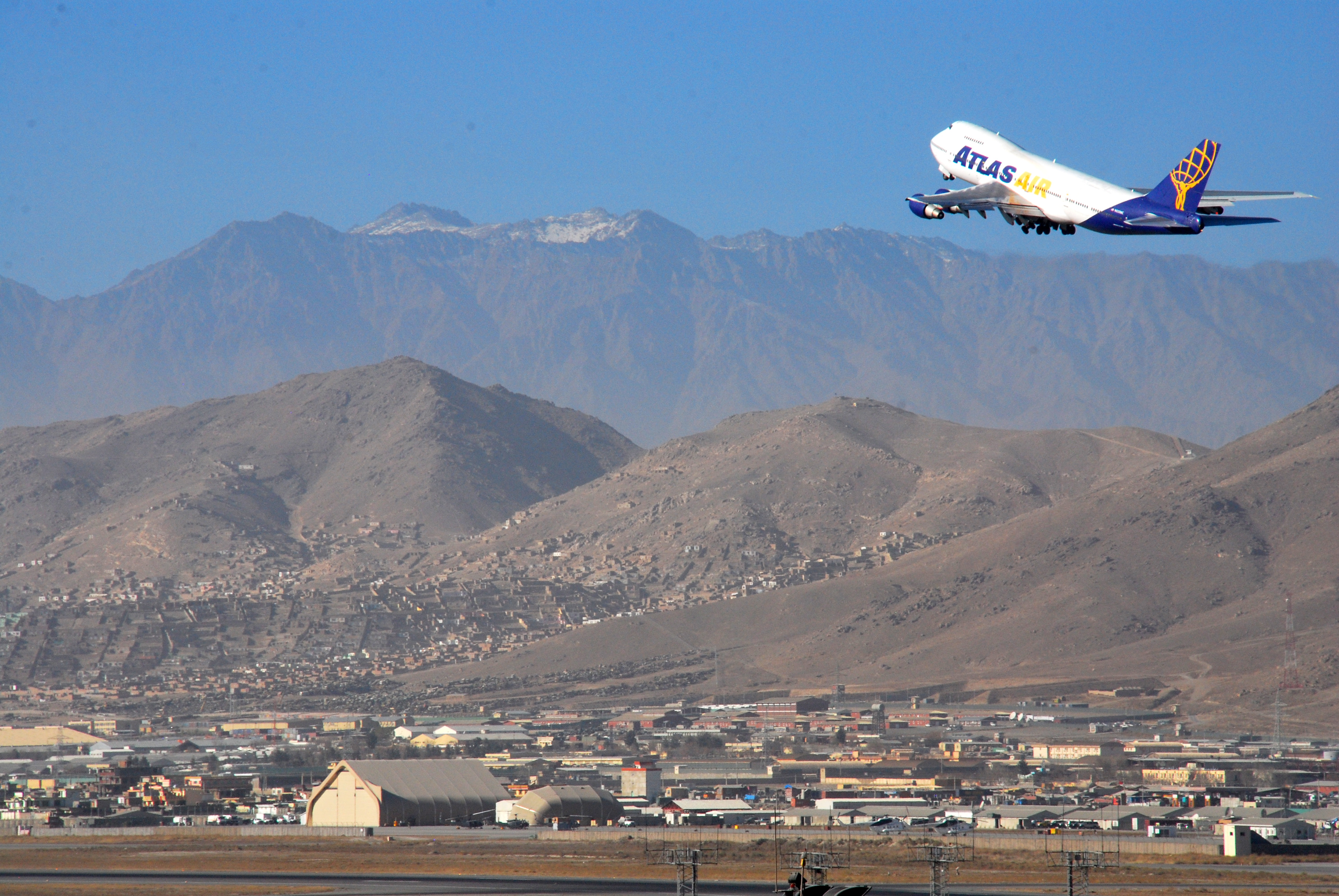
2010年美国亞特拉斯航空的一架飛機從喀布爾機場起飛。

由於2001年九一一襲擊事件之後北約介入阿富汗，喀布爾國際機場被美国及其盟國軍隊轟炸。駐阿富汗國際維和部隊（ISAF）接管後，機場開始重新緩慢發展，2005年安裝了新的雷达系統，2010年又由美国联邦航空管理局將其升級。2009年耗資3,500萬美元新建了國際航站楼。阿富汗总统哈米德·卡爾扎伊及其他政府高官出席了落成典禮。新航站楼於2009年6月正式開放，用於國際航線。原有的舊航站楼經過翻新，用於國內航線。
2012年初，升級了機場的雷达系統，使其可覆蓋阿富汗的全部領空。2012年5月23日，機場開始建設第二條新跑道，該項目耗資2,600萬美元，由日本政府出資，跑道按國際標準而建，寬44米寬，長5.4公里。
2014年10月，阿富汗國民議會提出，爲紀念前總統哈米德·卡爾扎伊的付出及他對國家重建的貢獻，將機場更名爲哈米德·卡爾扎伊國際機場。一天後總統阿什拉夫·加尼·艾哈邁德扎伊批准了更名提案。
2021年7月，塔利班接管了阿富汗不少地區，包括喀布爾機場附近的地區，至8月喀布爾落入塔利班手中。雖然土耳其宣布將在機場提供安全保障，同時美國和北約表示仍然部署在機場，但仍有大批民眾在塔利班佔領首都喀布爾總統府後，湧到喀布爾的國際機場爭相離境，期間出現恐慌與混亂，當中數百名民眾帶著行李衝入停機坪，試圖強行登上已滿載的客機，及用來撤走美國外交官及使館人員的軍機，部分人甚至沒持有機票或外國簽證。為了防止逃難民眾衝向美國軍機，美軍成員在機場对人群“對空鳴槍”，至少击毙两人。为平息混亂場面，美军动用武装直升机冲向并驱赶人群，为运输机开道。随后宣布已接掌喀布爾機場的運作。喀布爾機場管理局宣布，機場停飛所有商業航班，並呼籲民眾不要前往機場，防止出現搶掠。路透社引述多名目擊者表示，混亂間至少8人死亡。
2021年8月30日，美軍正式由機場撤離，機場關閉。
2021年9月1日起，機場由阿富汗伊斯蘭酋長國接手。
2021年9月4日，在經過來自卡塔爾的技術人員和阿富汗的人員合作下，機場跑道成功修復，喀布爾國際機場正式重新開放。阿富汗的載旗航空：阿里亞納阿富汗航空同日宣佈，恢復由喀布爾來往赫拉特、馬扎里沙里夫及坎大哈的國內線航班。

## 設施

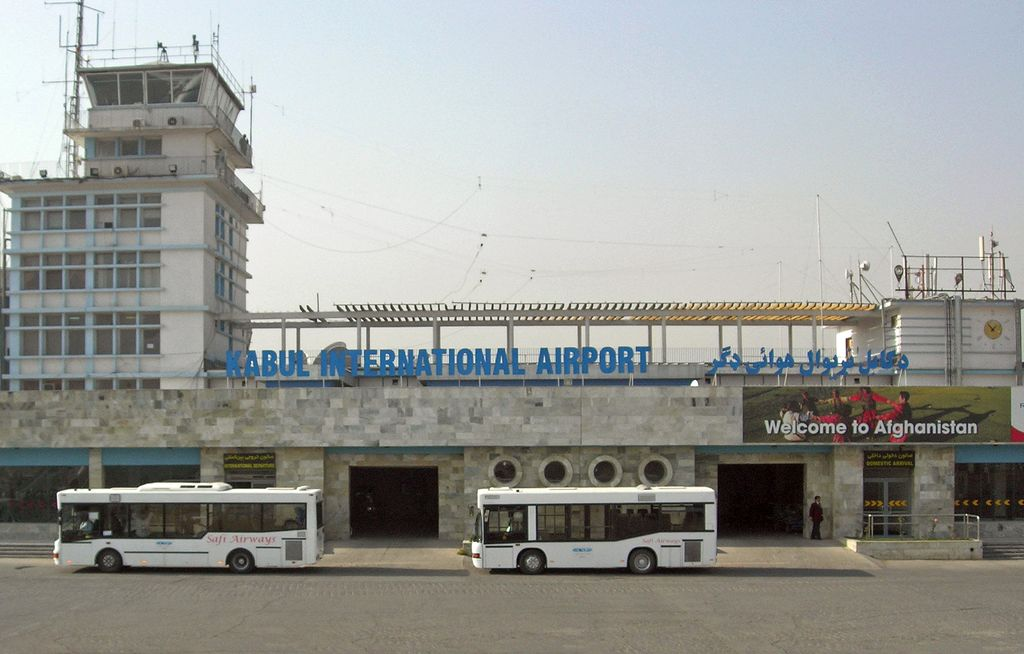
苏联建造的國內航站楼

機場有兩座航站楼，新建的國際航站楼和苏联建造的國內航站楼。跑道旁有幾個飞机库用於存放軍用飛機，但沒有存放民用飛機的飞机库。
機場配有先進的消防設施。阿富汗交通和民航部發言人稱：「消防設施可儲存12,000升水，火災時能噴灑90米遠來控制火勢，這是此類先進設施第一次在機場配備。」

## 航空公司及目的地

### 客運
| 航空公司           | 目的地 |
| ------------------ | --- |
| 阿里亞納阿富汗航空 | 國內線：赫拉特、坎大哈、馬扎里沙里夫 國際線：安卡拉、德里、杜拜、杜尚貝、法蘭克福、伊斯坦堡-阿塔蒂爾克、吉達、科威特、莫斯科-謝列梅捷沃、烏魯木齊 |
| 卡姆航空           | 國內線：法扎巴德、赫拉特、坎大哈、馬扎里沙里夫、塔林庫特/烏魯茲甘、扎蘭季 國際線：阿拉木圖、安卡拉、德里、杜拜、杜尚貝、伊斯蘭堡                  |
| 杜拜航空           | 杜拜 |
| 阿拉伯航空         | 沙迦（2024年1月10日開航） |
| 馬漢航空           | 德黑蘭-伊瑪目霍梅尼 |
| 伊朗奧賽瑪航空     | 包機：德黑蘭-梅赫拉巴德、馬什哈德 |
| 巴基斯坦國際航空   | 伊斯蘭堡 |
| 土耳其航空         | 伊斯坦堡 |
| 卡塔爾航空         | 包機：多哈 |

### 貨運
| 航空公司           | 目的地                   |
| ------------------ | ------------------------ |
| MNG航空            | 阿布達比、卡拉奇、拉合爾 |
| 科因航空           | 杜拜-國際                |
| 菲茨航空           | 杜拜-國際                |
| 阿联酋天空貨運航空 | 杜拜-傑貝阿里            |
| 絲綢之路航空       | 巴庫、台北-桃園          |

## 事故和襲擊

### 民航飛機
- 1962年1月2日，伊朗航空123號班機，一架C-47運輸機在執行貨運任務準備從喀布爾起飛時墜毀。起飛滑行時機長注意到了1號引擎有故障，隨後飛機失控偏向跑道左側。爲避免事故，機長將飛機向空中抬升，但在試圖將飛機帶離機場時一側機翼撞到地上導致墜毀。機組成員生還。[17]
- 1969年1月15日，阿里亞納阿富汗航空的一架道格拉斯C-47 YA-AAB飛機與一架同屬阿里亞納阿富汗航空的道格拉斯DC-6 YA-DAN在地面碰撞損壞，無法經濟地修復。[18]
- 1984年9月21日，阿里亞納阿富汗航空的一架麥克唐納-道格拉斯DC-10-30飛機在接近喀布爾機場時被爆炸性子彈擊中。全體乘客及機組成員生還。[19]
- 1990年6月12日，俄羅斯航空的一架伊留申76飛機在22,500英尺（6,858）高空飛行時被导弹擊中，導致兩個引擎關閉。飛機在無襟翼的情況下迫降在喀布爾機場未鋪平的跑道上。10名機組成員均生還。[20]
- 1992年5月29日，阿里亞納阿富汗航空的一架圖-154在喀布爾降落時被导弹擊中。機頭損壞，但飛機安全着陸。全體乘客及機組成員生還。[21]
- 1998年3月19日，阿里亞納阿富汗航空的一架波音727-200飛機向喀布爾降落時撞上3,000英尺（914）高的沙基巴拉塔伊山（Sharki Baratayi）。10名機組成員及35名乘客全部遇難（英语：1998 Ariana Afghan Airlines crash）。[22]
- 2004年9月16日，卡姆航空運營的一架安托諾夫An-24飛機在喀布爾降落時滑出跑道，機上27名乘客部分受輕傷，但飛機未受損。[23]
- 2005年2月3日，鳳凰航空（英语：Phoenix Aviation）運營的卡姆航空904號班機，一架波音737-200飛機在惡劣天氣下接近喀布爾時從雷达屏幕上消失，阿富汗軍隊對96名乘客和8名機組成員展開大規模搜索。2天後飛機殘骸在喀布爾以東的山區發現，機上104人全部遇難。[24]
- 2010年5月17日，帕米爾航空（英语：Pamir Airways）運營的帕米爾航空112號班機空難（英语：Pamir Airways Flight 112），一架安托諾夫An-24飛機從昆都士機場起飛10分鐘後與外界失去聯繫。經過4天搜索，飛機殘骸在喀布爾以外12英里處找到，機上39名乘客和5名機組成員全部遇難。[25]
- 2014年5月8日，阿里亞納阿富汗航空312號班機，一架波音737-400飛機在着陸後衝出跑道。該機執行印度德里至喀布爾的航班，在降落時超出29號跑道，停在跑道外崎嶇的地面上。飛機嚴重受損，機上6名乘客受輕傷。[26]
- 2014年7月3日，塔利班向機場發射了兩枚火箭彈，摧毀了4架直升機。其中一架屬於時任阿富汗總統哈米德·卡爾扎伊。[27]

### 軍用飛機
- 1985年3月11日，蘇聯空軍的一架安托諾夫An-30飛機在潘傑希爾谷地（Panjshir）以南的喀布爾地區執行航拍任務，返回機場時被「箭」系列导弹擊中。機長試圖在巴格拉姆緊急降落，导弹點燃的火焰燒至副翼，導致飛行員無法控制飛機，5名機組成員中3人成功撤離，其餘2人喪生。[28]
- 1986年11月29日，蘇聯空軍的一架安托諾夫An-26飛機從喀布爾向外爬升時被刺針飛彈擊中，飛機計劃向賈拉拉巴德運送數噸S-24火箭彈（英语：S-24 rocket）和400公斤炸藥。機組成員全部喪生。[29]
- 1987年10月21日，蘇聯空軍的一架安托諾夫An-12BK飛機在低能見度下起飛時和一架Mi-24雌鹿直升機相撞，該機計劃飛往乌兹别克苏维埃社会主义共和国首都塔什干。19名機組成員中18人喪生。[30]
- 1987年12月21日，蘇聯空軍的一架安托諾夫An-26飛機起飛後向安全高度盤旋時1號引擎被刺針飛彈擊中，刺穿了油箱。煙霧進入機艙，6名機組成員選擇跳傘，其中機長因打開降落傘時距地面太近，衝擊到地面身亡。[31]
- 1988年6月24日，蘇聯空軍的一架安托諾夫An-26飛機被聖戰者反對派武裝射出的子彈擊中，飛機在喀布爾墜毀，6名機組成員中1人喪生。[32]
- 1992年8月28日，俄羅斯駐阿富汗大使館（俄语：Посольство России в Афганистане）工作人員在登上一架伊留申76MD飛機時，被聖戰者反對派的火箭彈擊中。[33]
- 2008年8月5日，阿拉伯聯合大公國空軍（英语：United Arab Emirates Air Force）的一架洛克希德C-130H運輸機在喀布爾着陸時衝出跑道，導致飛機前部着火，該機計劃向阿富汗運送援助物資。全體機組成員生還。[34]

### 未涉及飛機的襲擊
- 當地時間2009年9月8日上午約8:22，機場的軍事基地入口附近發生自殺式爆炸襲擊。
- 2013年6月10日，一群塔利班武裝襲擊機場，被阿富汗軍隊擊斃。
- 當地時間2015年1月29日晚間，3名美國防衛承包商和1名阿富汗國民在機場外被一個槍手射殺。[35]
- 2015年5月17日，塔利班在機場入口附近製造了一起自殺式爆炸襲擊，3人死亡，18人受傷。[36]

- 2021年8月26日，多名炸彈客襲擊位於機場外的難民隊伍、維安聯軍與塔利班部隊，造成13名美軍死亡，至少90名阿富汗人死亡（含塔利班）與多人受傷，伊斯蘭國呼羅珊省稍後宣布犯案。[37]

### 其他
- 2021年8月15日，在塔利班即将控制全国之际，美军官兵和外交人员通过此机场撤离，同时数以千计的阿富汗人也涌向机场，希望乘飞机离开。綜合外媒報道，事件中最少有8名阿富汗人死亡，包括3人爬飛機時被飛機輾死、3人自飛到半空的飛機掉下和2名持械人士接近美軍時被擊斃，未知是否塔利班武裝份子，惟上述死亡人數及原因未經官方公開證實。[38][39]

## 相片集

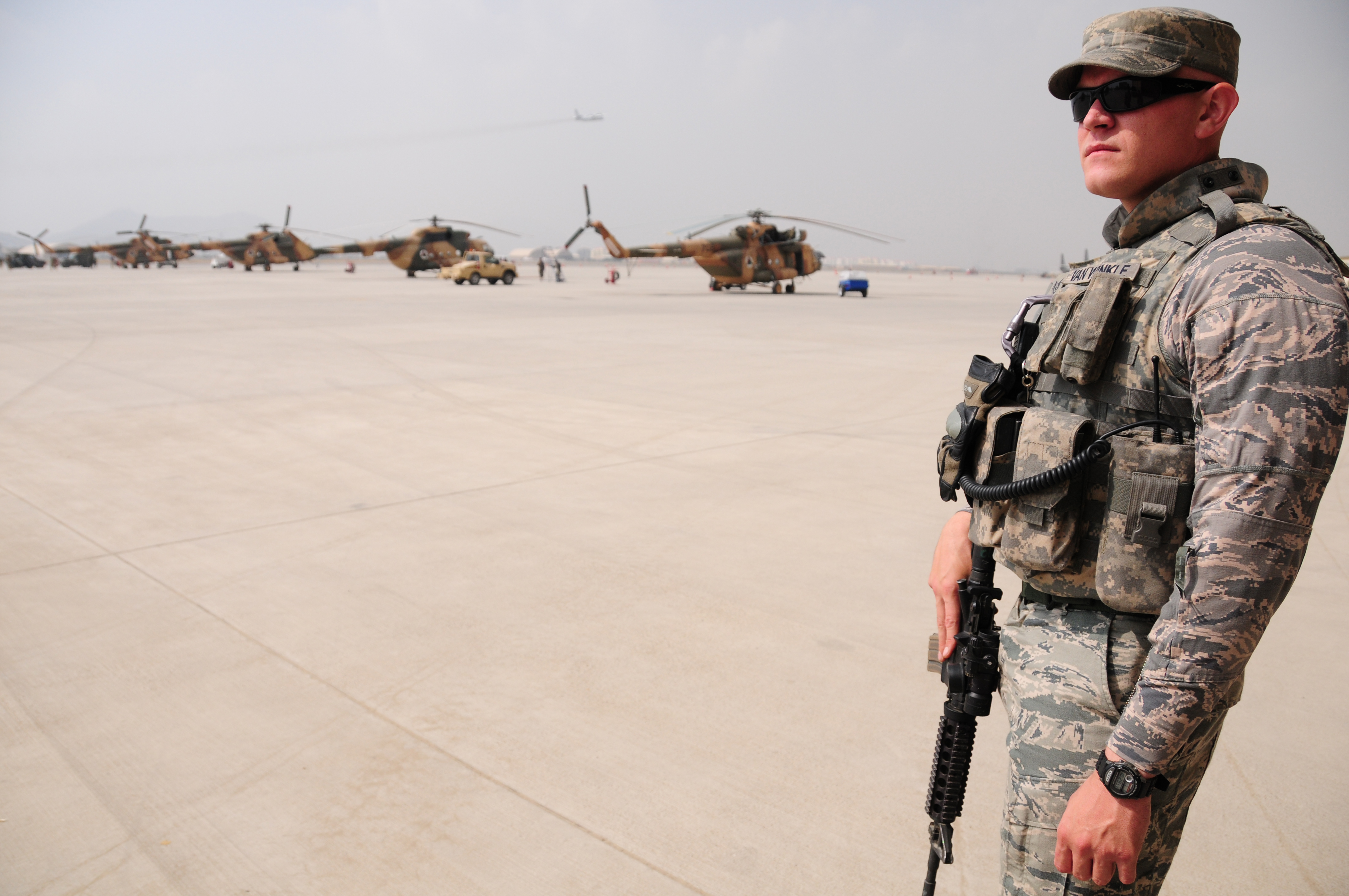
美國飛行員站在喀布爾國際機場，背後阿富汗MI-17直升機一字排開。
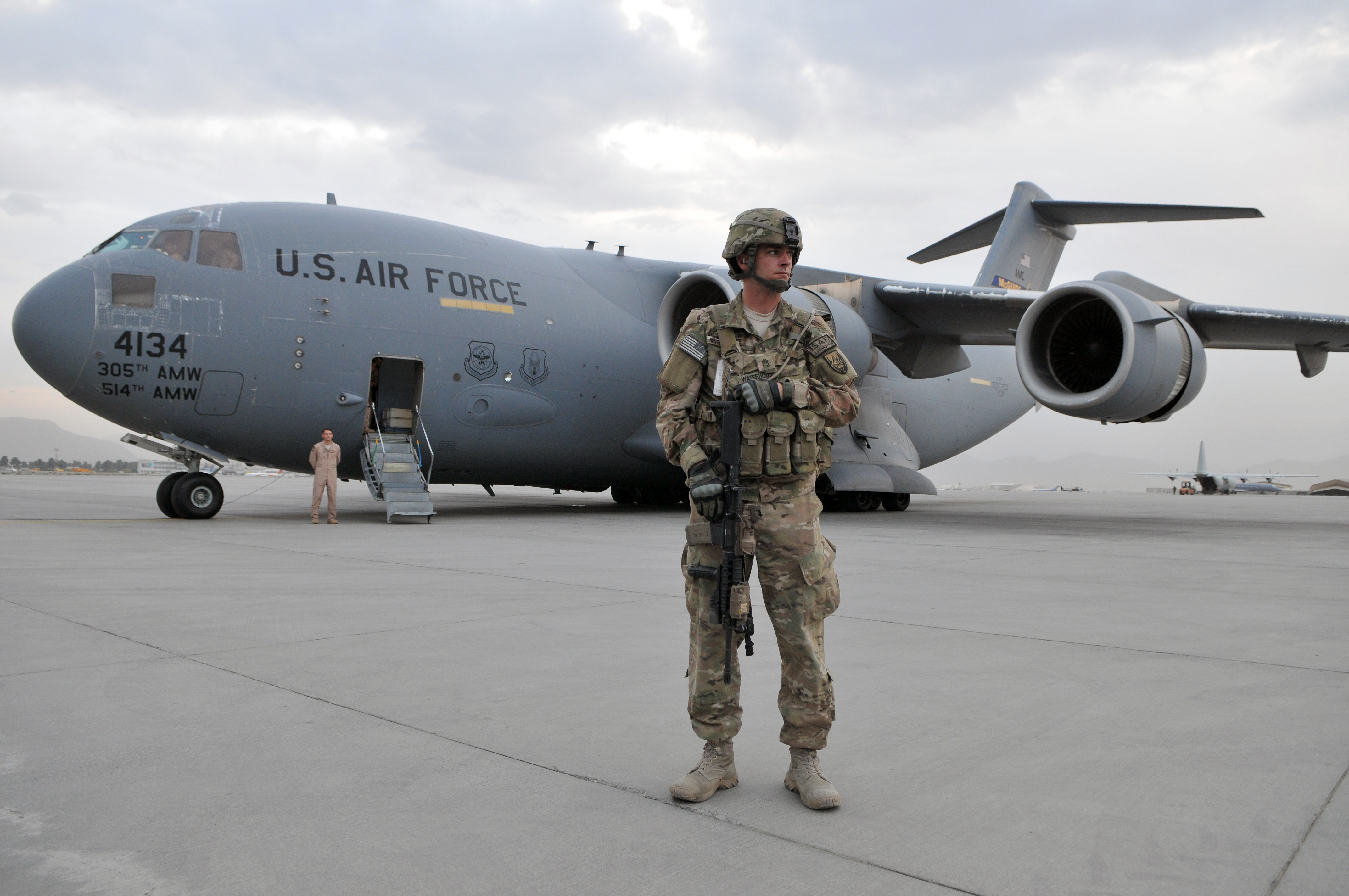
2011年10月美國波音C-17环球霸王III在喀布爾國際機場的軍事基地一側
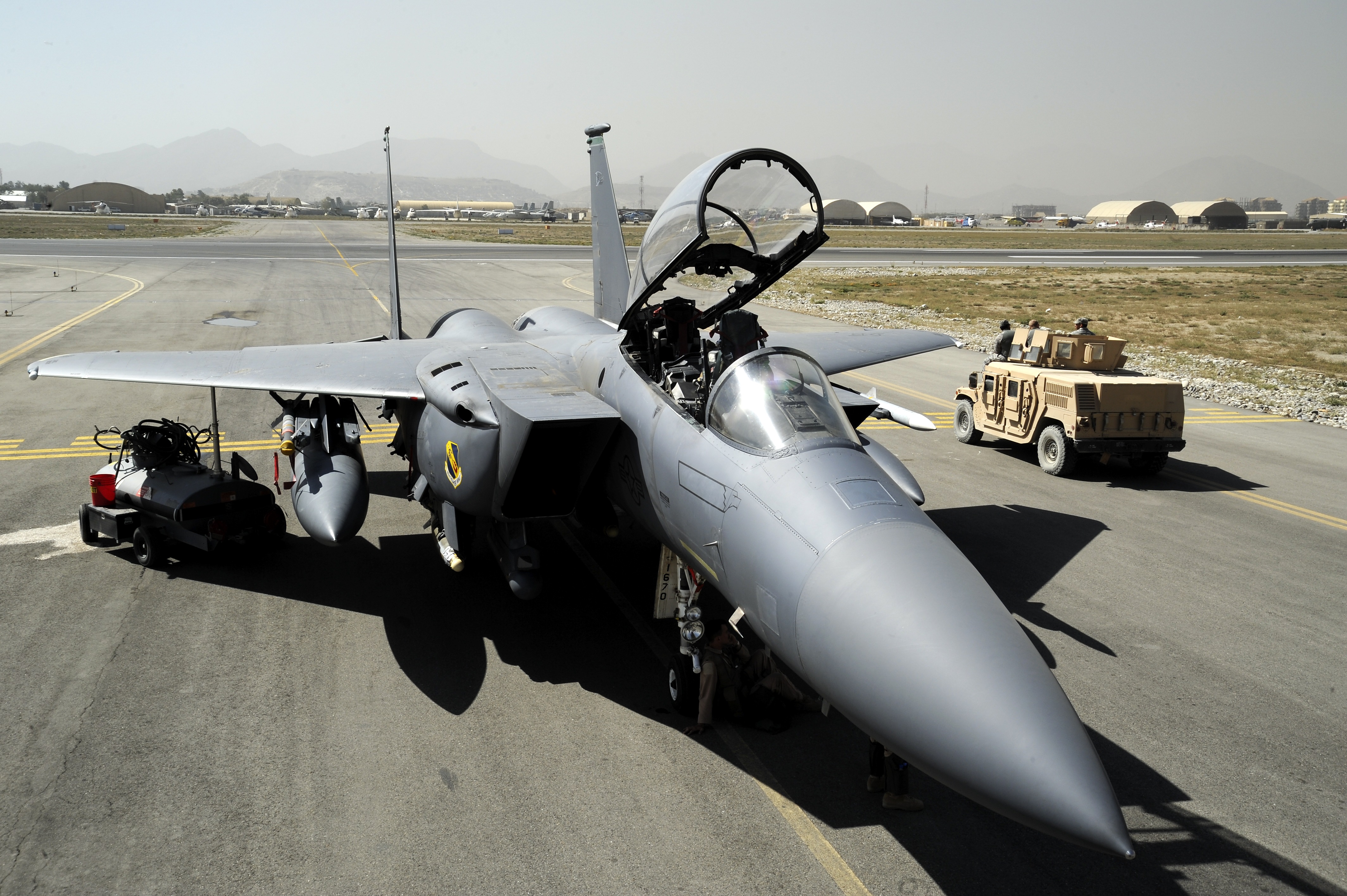
2011年9月從北卡罗来纳州西摩·詹森空軍基地（英语：Seymour Johnson Air Force Base）起飛的F-15E打擊鷹式戰鬥轟炸機部署在喀布爾國際機場
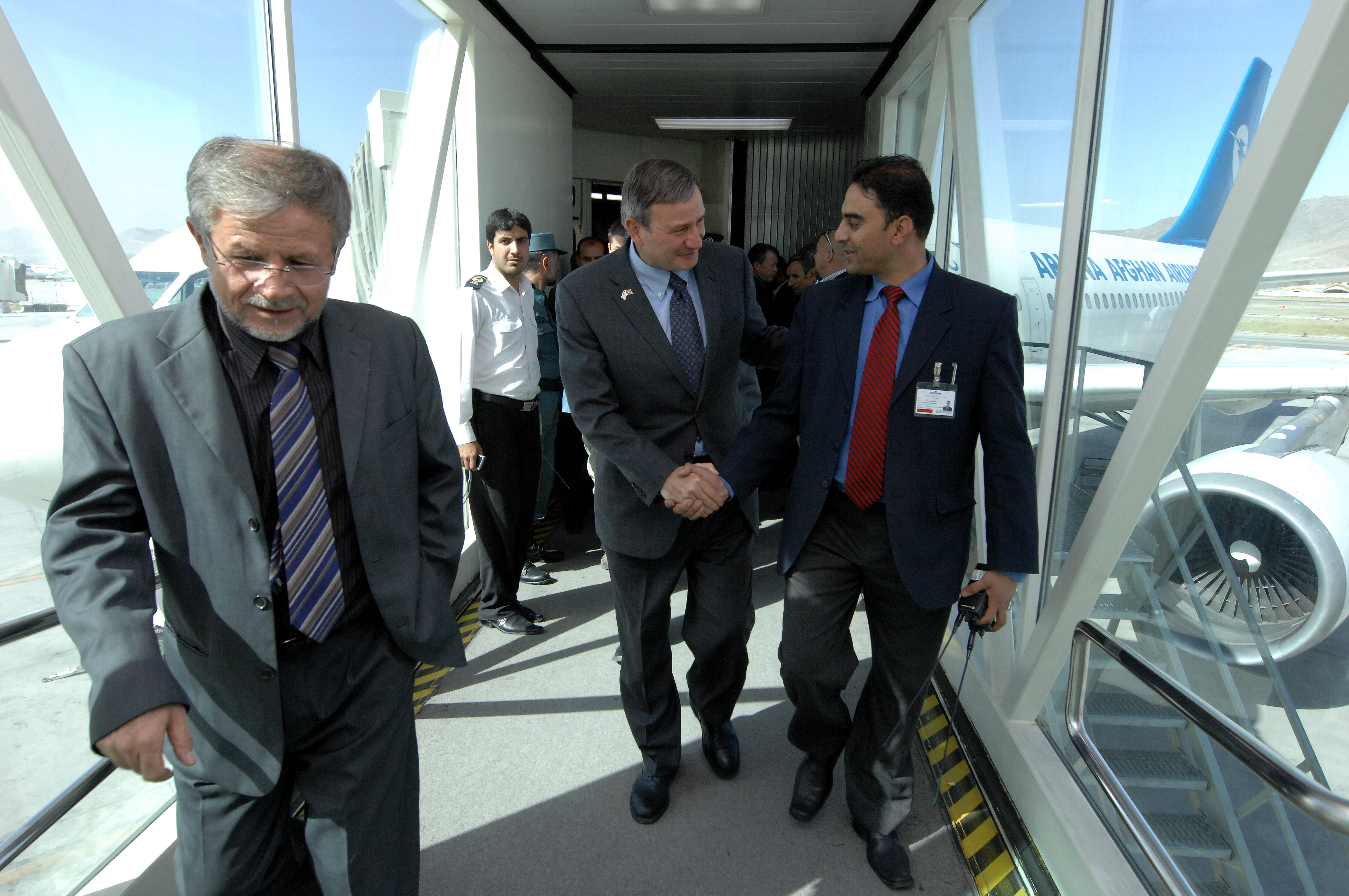
2010年10月美國駐阿富汗大使艾江山訪問喀布爾國際機場
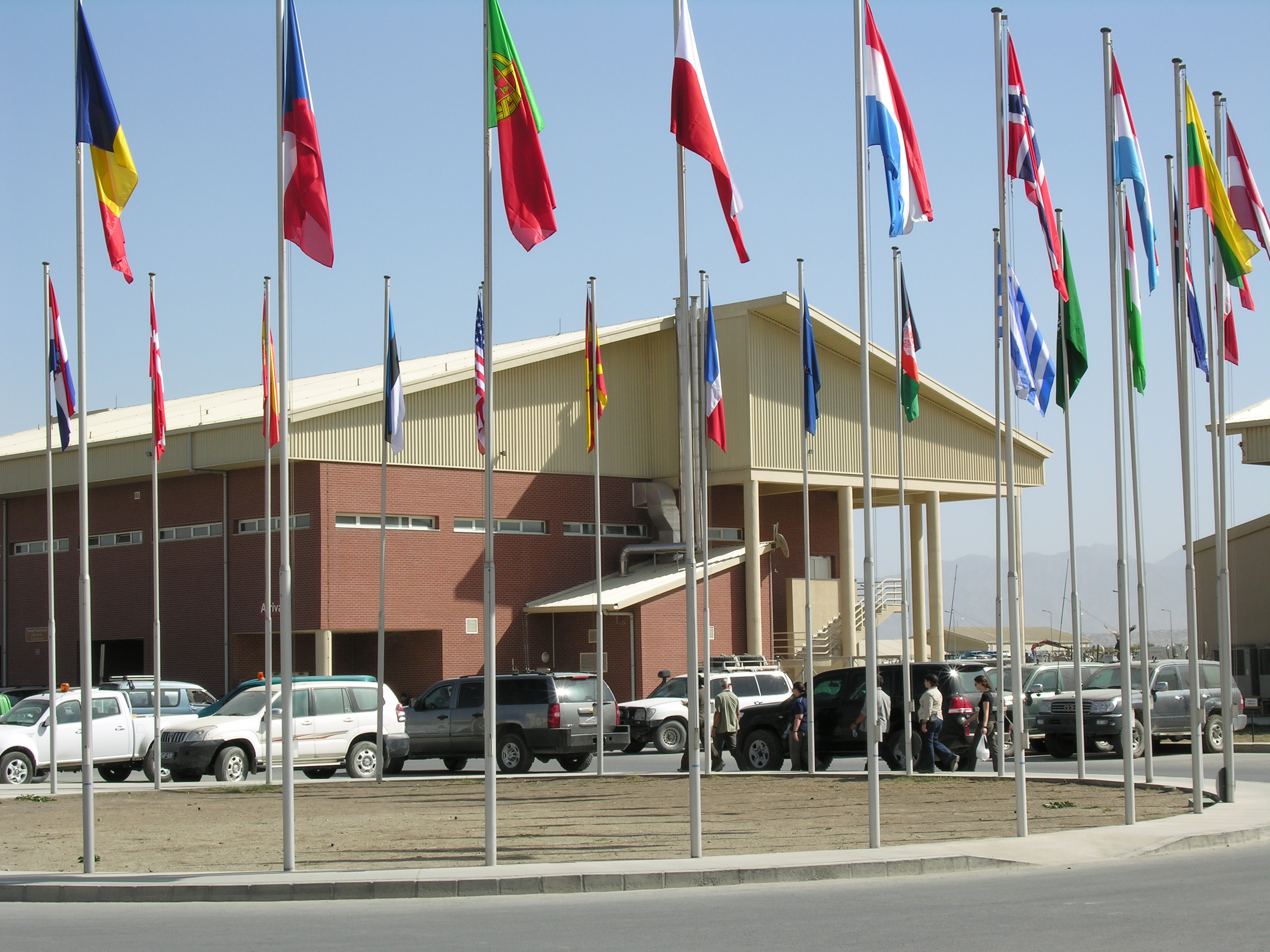
軍事航站楼
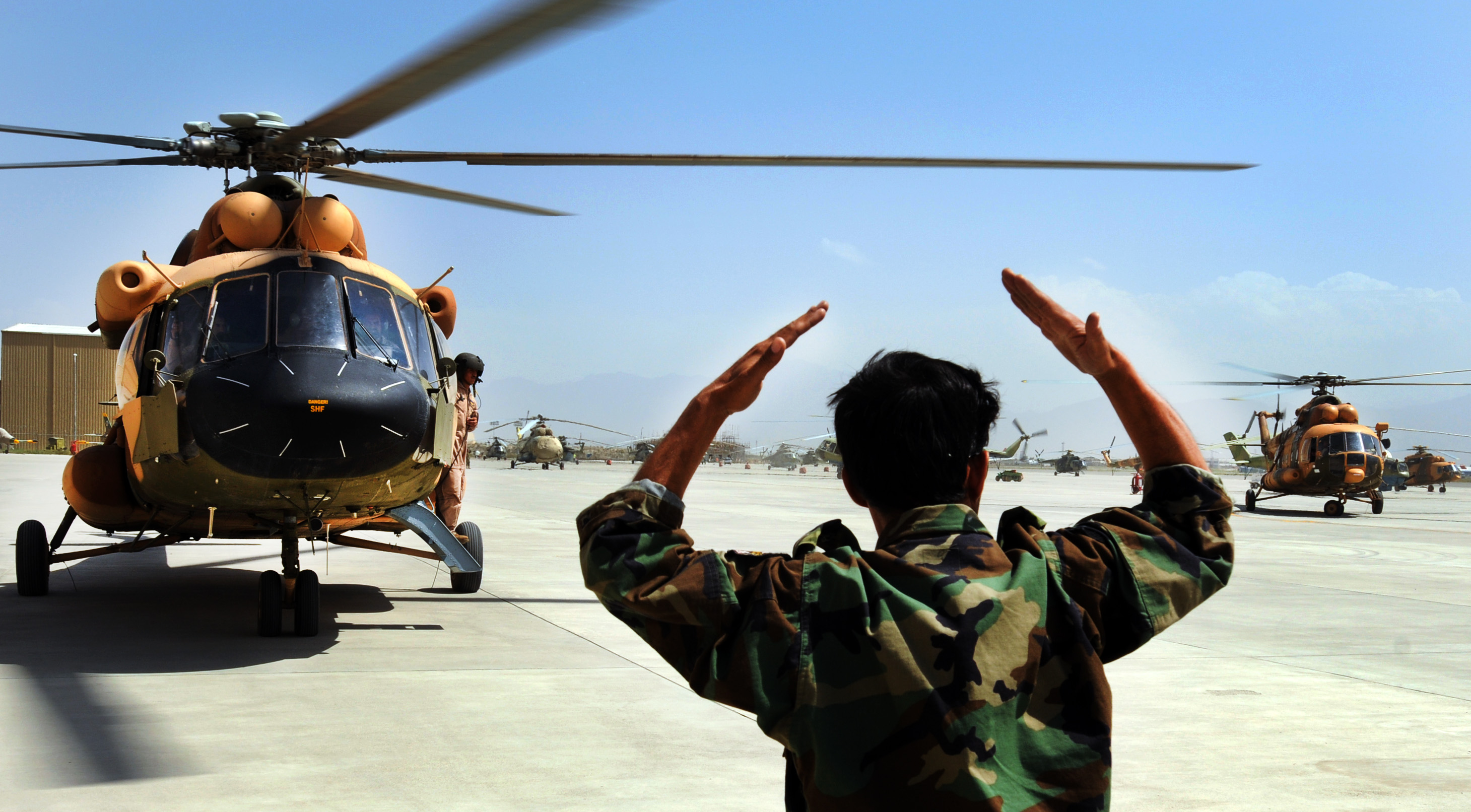
2010年9月4日阿富汗空軍人員赴鄰國巴基斯坦抗洪救災返回喀布爾的阿富汗空軍基地時受到歡迎
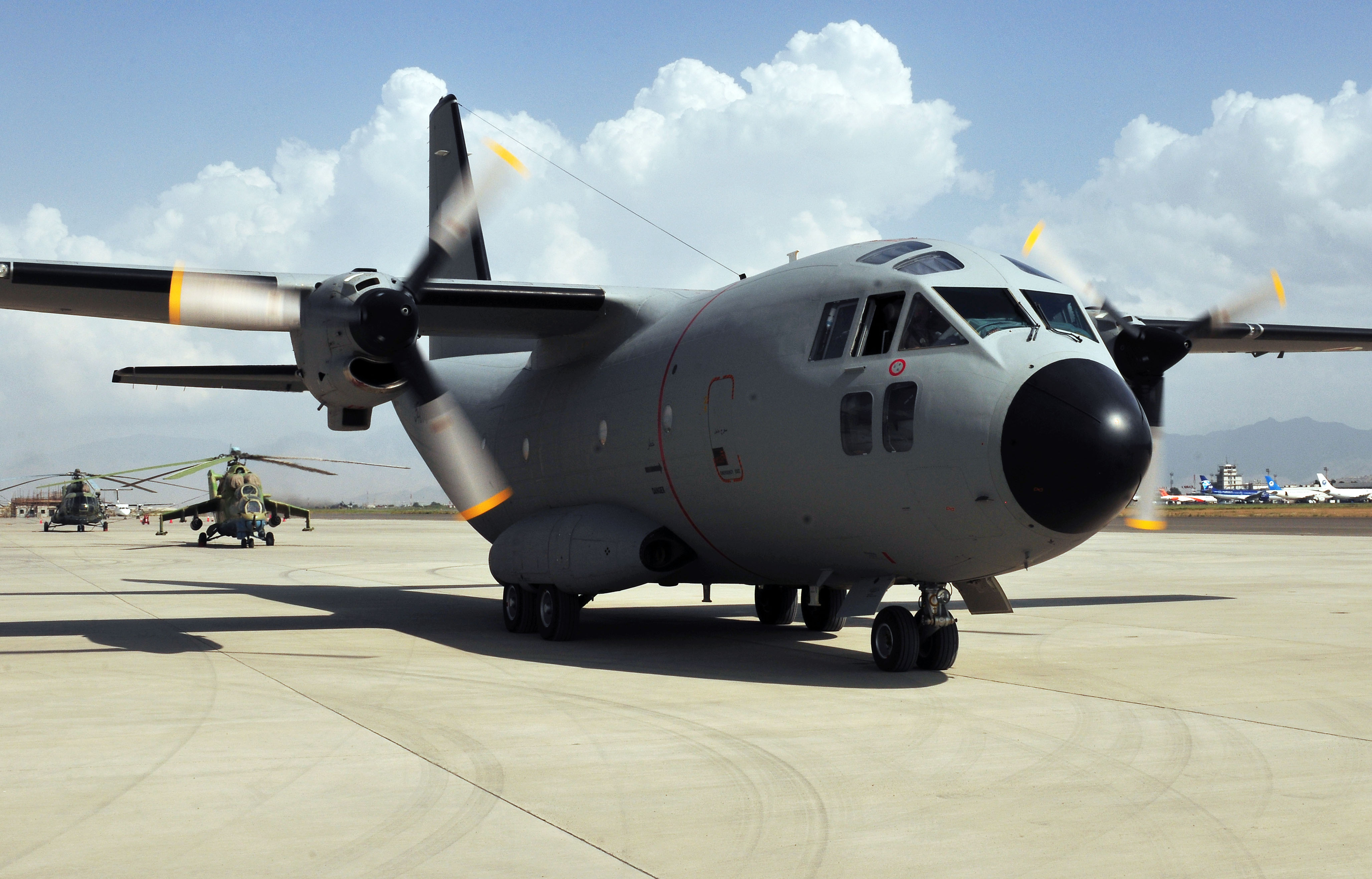
6架C-27斯巴達固定翼運輸機抵達喀布爾國際機場的阿富汗空軍基地
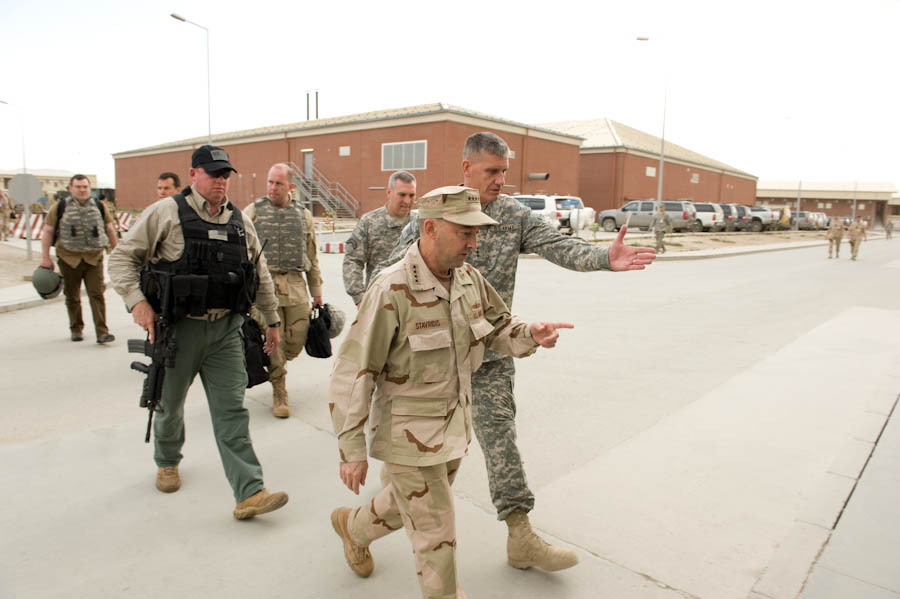
2010年5月詹姆斯·斯塔夫里迪斯、大衛·羅德里格斯及其他美軍成員在喀布爾機場
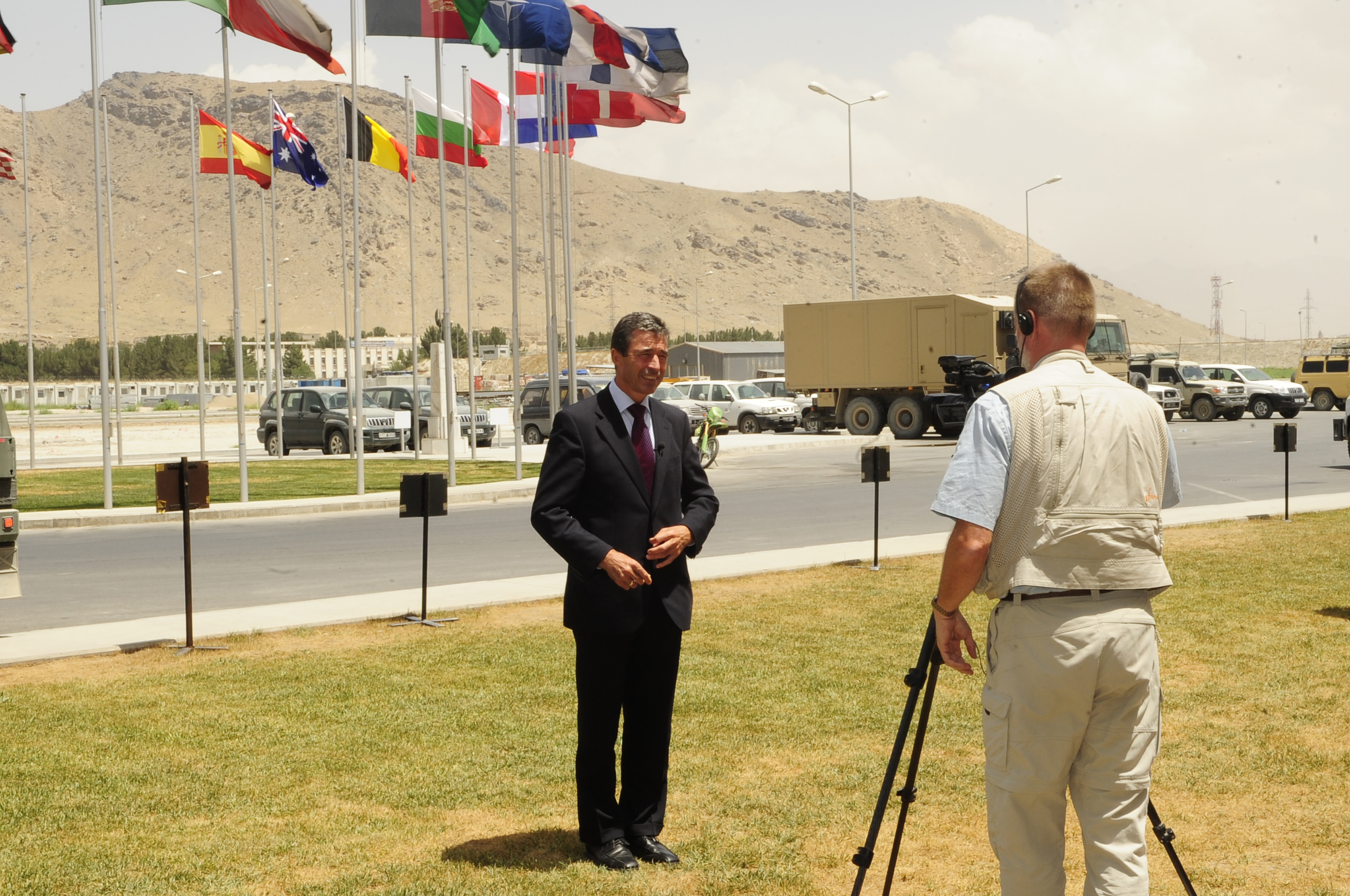
2009年安諾斯·福格·拉斯穆森在喀布爾機場
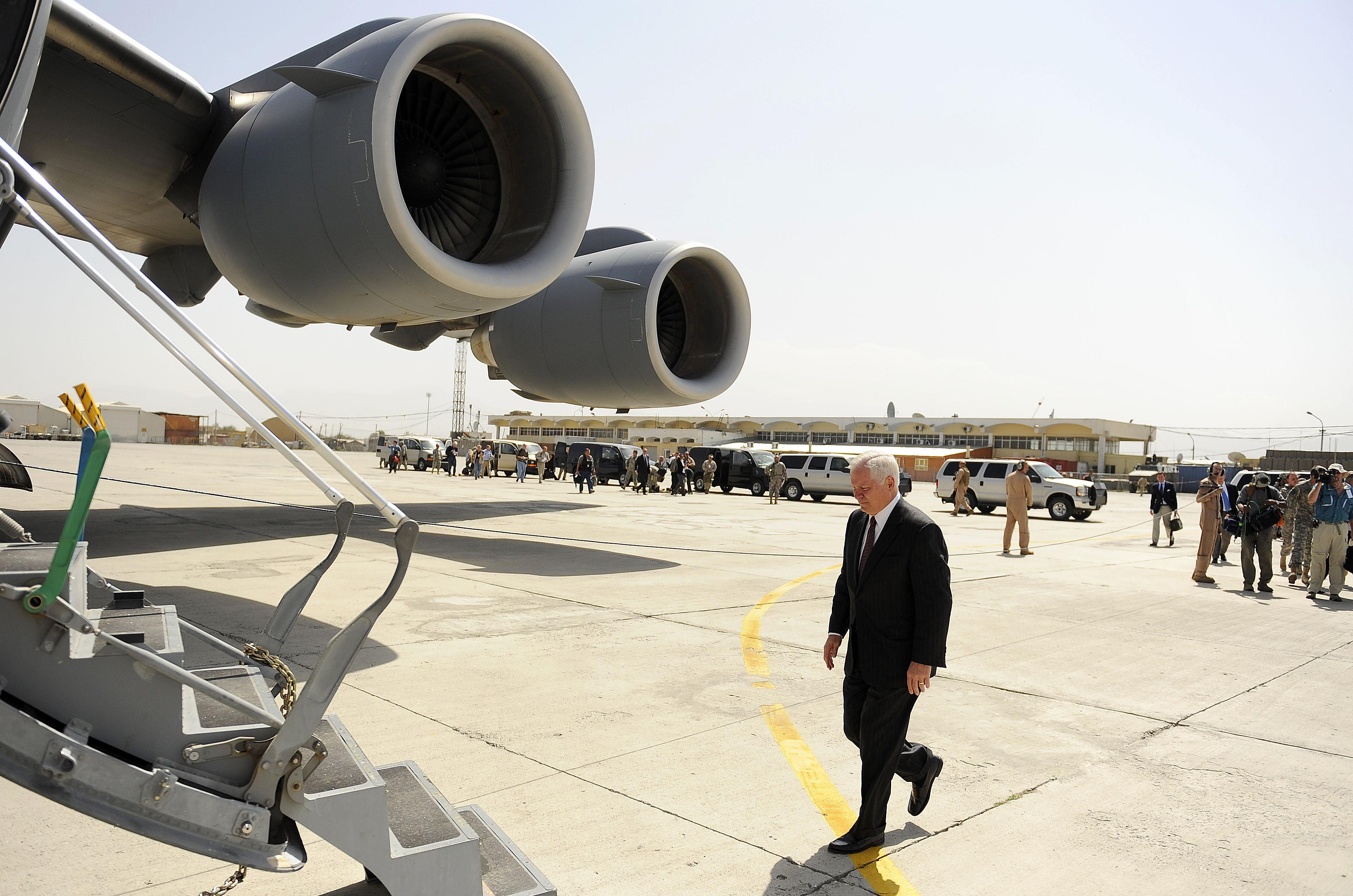
2008年美国国防部长罗伯特·盖茨在喀布爾機場